# Ярошки (Псковская область)
Ярошки — деревня в Невельском районе Псковской области России. Входит в состав сельского поселения «Артёмовская волость».

## География
Находится в 2 верстах к востоку от деревни Артёмово.

## Население
Численность населения деревни на конец 2000 года составляла 21 житель.